# Ranunculus isthmicus
Ranunculus isthmicus là một loài thực vật có hoa trong họ Mao lương. Loài này được Pierre Edmond Boissier miêu tả khoa học đầu tiên năm 1846.